# Neon Genesis Evangelion Gakuen Datenroku
 (août 2019).
Si vous disposez d'ouvrages ou d'articles de référence ou si vous connaissez des sites web de qualité traitant du thème abordé ici, merci de compléter l'article en donnant les références utiles à sa vérifiabilité et en les liant à la section « Notes et références ».
Neon Genesis Evangelion Gakuen Datenroku (新世紀エヴァンゲリオン 学園堕天録),ou simplement Evangelion Gakuen Datenroku, est un manga de Ming Ming reprenant les personnages de la série d'animation Neon Genesis Evangelion mais proposant une histoire s'inscrivant dans un univers différent. Pré-publié au Japon dans le magazine Monthly Asuka puis en 4 volumes par Kadokawa Shoten, il a été édité en France par Tonkam.

## Liste des volumes
| no | Japonais         | Japonais          | Français       | Français          |
| no | Date de sortie   | ISBN              | Date de sortie | ISBN              |
| -- | ---------------- | ----------------- | -------------- | ----------------- |
| 1  | 22 mars 2008     | 978-4-04-854157-2 | 2 février 2011 | 978-2-7595-0502-9 |
| 2  | 22 octobre 2008  | 978-4-04-854210-4 | 2 février 2011 | 978-2-7595-0503-6 |
| 3  | 21 mars 2009     | 978-4-04-854302-6 | 20 avril 2011  | 978-2-7595-0631-6 |
| 4  | 19 décembre 2009 | 978-4-04-854407-8 | 20 avril 2011  | 978-2-7595-0632-3 |